# Les Aventures d'Ivan Tchonkine
Pour plus de détails, voir Fiche technique et Distribution.
Les Aventures d'Ivan Tchonkine (Život a neobyčejná dobrodružství vojáka Ivana Čonkina) est un film tchèque en coproduction russe, française, italienne et britannique, réalisé par Jiří Menzel et sorti en 1994. 
C'est l'adaptation du roman du même nom de l'écrivain russe Vladimir Voïnovitch publié en 1967.
Il fait partie de la compétition officielle du Mostra de Venise 1994.

## Synopsis
Durant l’été 1941, peu avant la déclaration de guerre, Ivan Chonkin, soldat peu intelligent, est assigné à la surveillance d'un vieux bimoteur tombé en panne dans un village perdu en Russie soviétique. Il tombe amoureux d’une jeune paysanne et le couple vit le parfait amour. Leur relation déclenche la jalousie des villageois qui dénoncent Ivan au KGB. Une armée entière est alors envoyée pour l’anéantir!

## Fiche technique
- Titre original : Život a neobyčejná dobrodružství vojáka Ivana Čonkina
- Titre français : Les Aventures d'Ivan Tchonkine
- Réalisation : Jiří Menzel
- Scénario : Zdeněk Svěrák d'après Vladimir Voïnovitch
- Musique : Jiří Šust
- Payse production :  Tchéquie -  Russie -  France -  Italie -  Royaume-Uni
- Format : Couleurs - 35 mm - Mono
- Genre : comédie, guerre
- Durée : 106 minutes
- Date de sortie : 1994

## Distribution
- Guennadi Nazarov : Ivan Tchonkine
- Zoïa Bouriak : Niura
- Vladimir Ilin : Goloubev, directeur du kolkhoze
- Valery Zolotoukhine : Kiline
- Alekseï Zharkov : Gladychev
- Youri Doubrovine : Volkov, comptable
- Sergueï Garmach : Miliaga, capitaine de l'NKVD
- Zinovi Gerdt : Staline
- Marián Labuda : Opalikov
- Maria Vinogradova : grand-mère Dounia
- Tatiana Kravtchenko : Afrodita, femme de Gladychev
- Lioubov Roudneva : Kapa
- Ivan Ryzhov : Chapkine
- Viatcheslav Molokov : le général Drynov
- Nikolai Martchenko : Borissov